# PC DIMMER
PC_DIMMER ist eine freie Steuerungssoftware für DMX512- und Art-Net-Geräte. Das Programm wurde in Delphi programmiert und läuft unter Microsoft Windows. Neben Freestyler-DMX und DMXControl stellt es eine kostenlose und quelloffene Alternative zu kommerziellen DMX512-Steuerpulten dar.

## Geschichte
Begonnen wurde das Projekt im November 2004. Version 1 und 2 wurden ausschließlich als RS232-Variante veröffentlicht. Ab Version 3 (2007) wurde die Unterstützung von DMX512-Interfaces eingebaut und zunehmend mehr Geräte unterstützt. Version 4 (2008) ermöglichte erstmals die Verwendung von bis zu 16 DMX-Universen und umfangreichen Gerätesupport. Mit der aktuellen Version 5 (seit 2010) wurden schließlich umfangreiche Szenen- und Effektfunktionen und die Unterstützung von externer Hardware implementiert. Für Version 6 war ein optimierter Dimmerkernel, zahlreiche Optimierungen der Oberfläche und der weitere Einbau von Nutzerwünschen geplant. Die Entwicklung wurde jedoch dann aufgrund technischer und zeitlicher Probleme verworfen.

## Merkmale
- Steuerung von unterschiedlichsten kommerziellen und kostenlosen DMX512- und nicht DMX512-Geräten (z. B. Analog-Dimmerpacks)
- Abstraktion zwischen Geräten und DMX-Kanälen, um die Steuerung verschiedenartiger Geräte zu erleichtern
- Gruppieren von Geräten und Nutzen der Fanningfunktion für mehrere Geräte
- HTTP-Server und weitere Netzwerkfunktionen (u. a. Art-Net)
- Zeit- und Beat-gesteuerte Effekte
- Ansteuerung von Media-Dateien (Audio- und Video)